# حملة أنطوني في أتروباتين

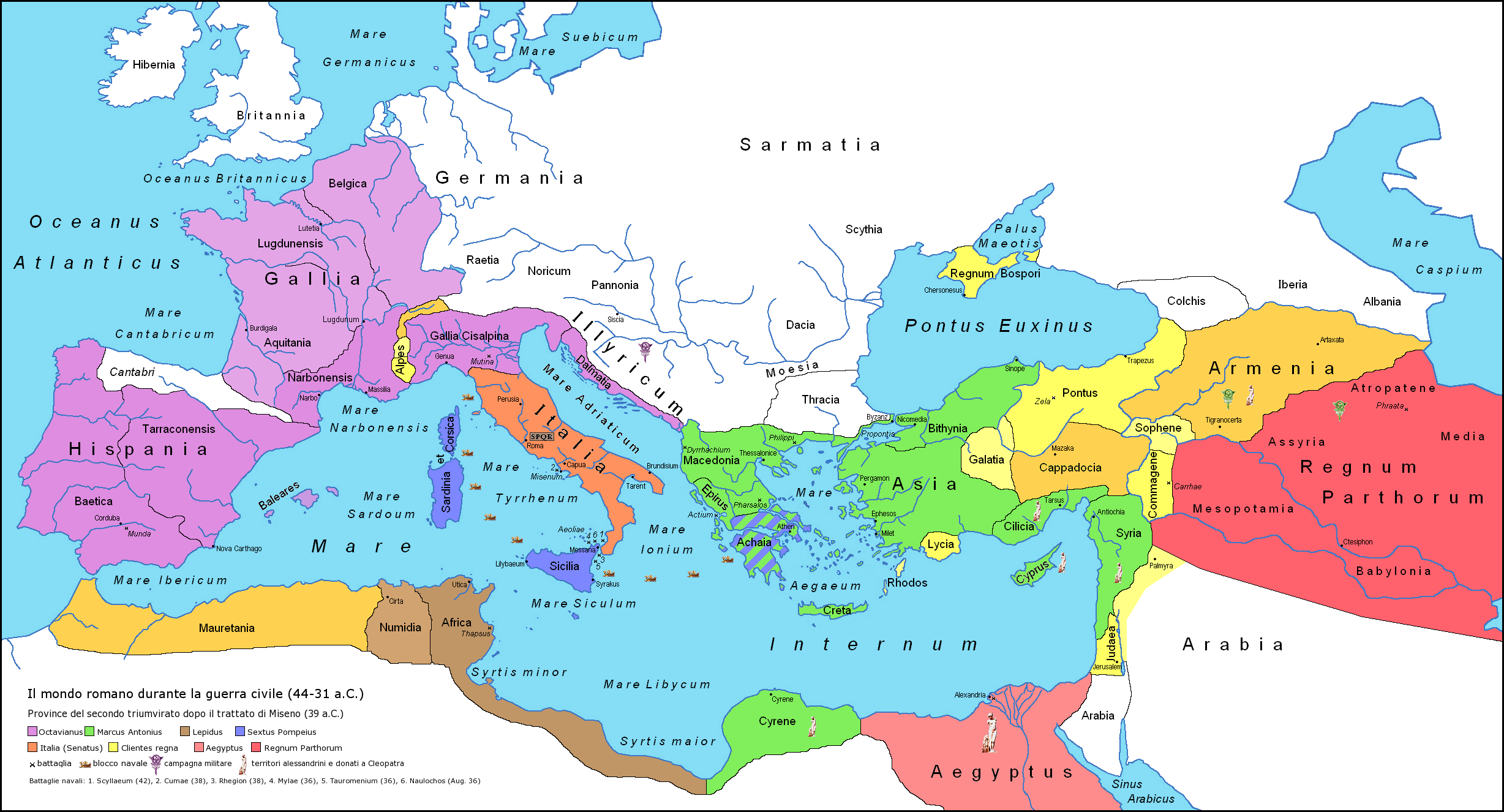
خريطة الإمبراطورية الرومانية بعد معاهدة ميسينوم 39 ق.م قبل الميلاد

حرب أنطوني الفرثية (بالإنجليزية: Antony's Parthian War). حملة عسكرية نفذها مارك أنطوني، عضو الحكم الثلاثي الشرقي للجمهورية الرومانية ضد الإمبراطورية الفرثية تحت حكم فراتيس الرابع.
كان يوليوس قيصر قد خطط لغزو فرثيا، بيد أنه اغتيل قبل أن يتمكن من تنفيذ ذلك. في العام 40 قبل الميلاد، انضمت قوات بومبيان إلى القوات الفرثية واستولوا لفترة وجيزة على جزء كبير من الشرق الروماني، لكن القوة التي أرسلها أنطوني هزمتهم وعكست مكاسبهم.
بدأ أنطوني حملة ضد فرثيا بقوة هائلة في العام 36 قبل الميلاد بالتحالف مع العديد من الممالك، بما في ذلك أرمينيا. تبين أن جبهة الفرات قوية للغاية، لذلك اختار أنطوني الطريق عبر أرمينيا. عند دخول أتروباتين، دُمرت لوازم الحصار وقافلة الأمتعة الرومانية التي اتخذت طريقًا مختلفًا على يد سلاح الفرسان الفرثي. مع ذلك حاصر أنطوني العاصمة أتروباتين لكن الحصار لم يؤتِ ثماره.
ألحقت رحلة التراجع الشاقة إلى أرمينيا ثم سوريا خسائر فادحة لقواته. تلقي المصادر الرومانية باللوم على الملك الأرمني في الهزيمة الفادحة، لكن المصادر الحديثة تشير إلى سوء إدارة أنطونيو وتخطيطه. قام أنطوني في وقت لاحق بغزو ونهب أرمينيا وأعدم ملكها.
آلت الحرب لتعادل استراتيجي، وتم التفاوض على السلام لاحقًا من قبل أغسطس.

## خلفية
خطط يوليوس قيصر بعد ضمان النصر في حربه الأهلية لحملة في الإمبراطورية الفرثية في العام 44 قبل الميلاد للانتقام من الهزيمة السابقة للجيش الروماني بقيادة ماركوس ليسينيوس كراسوس في معركة كارهاي. تمثلت خطة قيصر بعد هدنة وجيزة في داسيا بمواصلة التقدم شرقًا نحو إقليم فرثيا. بعد اغتياله، تشكل الحكم الثلاثي الثاني مع ماركوس أنطونيوس (أنطوني) وماركوس ليبيدوس وغايوس أوكتافيانوس (المعروف لاحقًا باسم أغسطس). بعد هزيمة قتلة قيصر في معركة فيليبي، ضَمِن قيصر حكمه للجمهورية بشكل فعال. ومع ذلك، سرعان ما انشغل الحكم الثلاثي بتمرد سكستوس بومبيوس في صقلية، هاجمت فرثيا سوريا الواقعة تحت حكم الرومان والدولة العميلة لمملكة يهودا.
تمت الإطاحة بكاهن يهودا الأكبر والحاكم الروماني الدمية، هيركانوس الثاني، وأُرسل كسجين إلى سلوقية، ونُصِّب أنتيجونوس الحشموني الموالي للفرثيين مكانه. كان أنتيجونوس الابن الوحيد المتبقي للملك السابق أرسطوبولس الثاني الذي خلعه الرومان وعينوا هيركانوس الثاني الأضعف بمنصب الكاهن الأعلى (لكن ليس ملكًا) في العام 63 قبل الميلاد. عند القبض على هيركانوس الثاني، قص أنتيجونوس أذني عمه لحرمانه من الخدمة كالكاهن الأعلى مرة أخرى.
في الأناضول، تحالف الفرثيون مع كوينتوس لابينوس، ابن الجنرال السابق لقيصر والخصم اللاحق لتيتوس لابينوس، وتوغلوا في عمق الغرب وهزموا الجيش الروماني بقيادة ديسيديوس ساكسا. ومع ذلك، هزمهم جيش من المحاربين القدامى بقيادة بوبليوس فينتيديوس باسوس الذي طرد الغزاة من الأراضي الرومانية.
بمساعدة مارك أنطوني، عشيق الملكة البطلمية المصرية كليوباترا السابعة، عاد هيرودس، صهر هيركانوس، إلى يهودا واستعاد القدس في العام 37 قبل الميلاد.